# Stukenbrock
Stukenbrock und Stukenbrock-Senne sind Stadtteile der Stadt Schloß Holte-Stukenbrock in Nordrhein-Westfalen, Deutschland und gehören zum Kreis Gütersloh.

## Geografie
Stukenbrock und Stukenbrock-Senne liegen in der Emssandebene in der östlichen Westfälischen Bucht, am östlichen Ausläufer des Münsterlandes, welches durch den Teutoburger Wald im Osten abgegrenzt wird. Entwässert wird der Raum von Zuflüssen der Ems, den Sennebächen.

## Geschichte
Die erste urkundliche Erwähnung der Stukenbrocker Urhöfe „Brechtme“ und „Gokersterteshusen“ (Brechmann und Gauksterdt) stammt aus dem Jahre 1153. Seit 1526 ist die Bezeichnung „Stükenbrüche“ für Stukenbrock überliefert. Stukenbrock gehörte bis zu den Napoleonischen Kriegen zum Küchenamt Neuhaus im Hochstift Paderborn. Im Königreich Westphalen bildete Stukenbrock von 1807 bis 1813 eine Gemeinde im Kanton Lippspringe des Distrikts Paderborn im Departement der Fulda und 1816 kam die Gemeinde zum neuen Kreis Paderborn. Stukenbrock gehörte ab 1844 zum Amt Delbrück, aus dem es 1895 ins Amt Neuhaus (ab 1959 Amt Schloß Neuhaus) wechselte.
Am 1. Januar 1970 wurde aus der Gemeinde Stukenbrock und der Gemeinde Schloß Holte sowie einem Teil der Gemeinde Sende (beide Amt Verl, Kreis Wiedenbrück) die neue Gemeinde Schloß Holte-Stukenbrock gebildet, die zunächst dem Kreis Bielefeld angehörte, bevor 1973 der Kreis Gütersloh gebildet wurde. Am 1. Januar 2003 erhielt die Gemeinde Stadtrechte.

## Kultur und Sehenswürdigkeiten

### Bauwerke

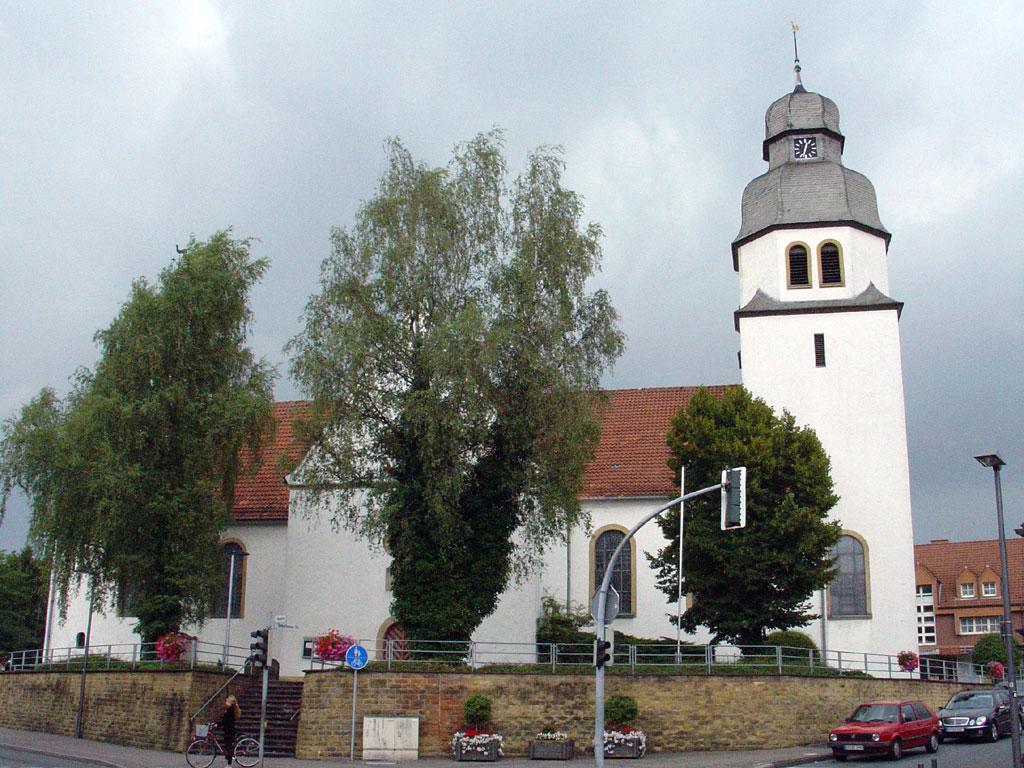
St. Johannes Baptist in Stukenbrock

- Katholische Pfarrkirche St. Johannes Baptist. Die flach gedeckte Saalkirche von 1614 mit integriertem Westturm wurde 1683 erweitert. Die Weihe der Kirche folgte dann 1686. Das Querschiff wurde 1820, der Ostteil 1936 hinzugefügt. Zur Ausstattung gehören ein 1683 vom Fürstbischof Ferdinand von Fürstenberg gestifteter Hochaltar, zwei 1774 vom Paderborner Hofbildhauer Johann Jakob Pütt geschaffene  Rokoko-Seitenaltäre, die 1666 bezeichnete Kanzel, der um 1680 geschaffene Taufstein, das Orgelgehäuse von 1696 sowie die Skulptur der Mater Dolorosa aus dem Jahr 1636.
- Fachwerkhäuser Ortskern. Aufgrund des Ausbaus der ehemaligen Bundesstraße B68 in den 60er und 70er Jahren gibt es im Ortskern nur noch wenige ursprüngliche Fachwerkhäuser. Ausnahmen sind das ehemalige Gasthaus Peters (jetzt „Tor Deele“) an der Hauptstraße 5 sowie das Gebäude an der Hauptstraße 16.
- Heimathäuser. In den beiden Heimathäusern Am Pastorat 18a, zwei Fachwerkgebäuden, die vollständig abgetragen und an dieser Stelle wieder aufgebaut worden sind, finden sich Ausstellungen über die Geschichte der Senne und das bäuerliche Leben in der Region. Außerdem sind hier standesamtliche Trauungen möglich.

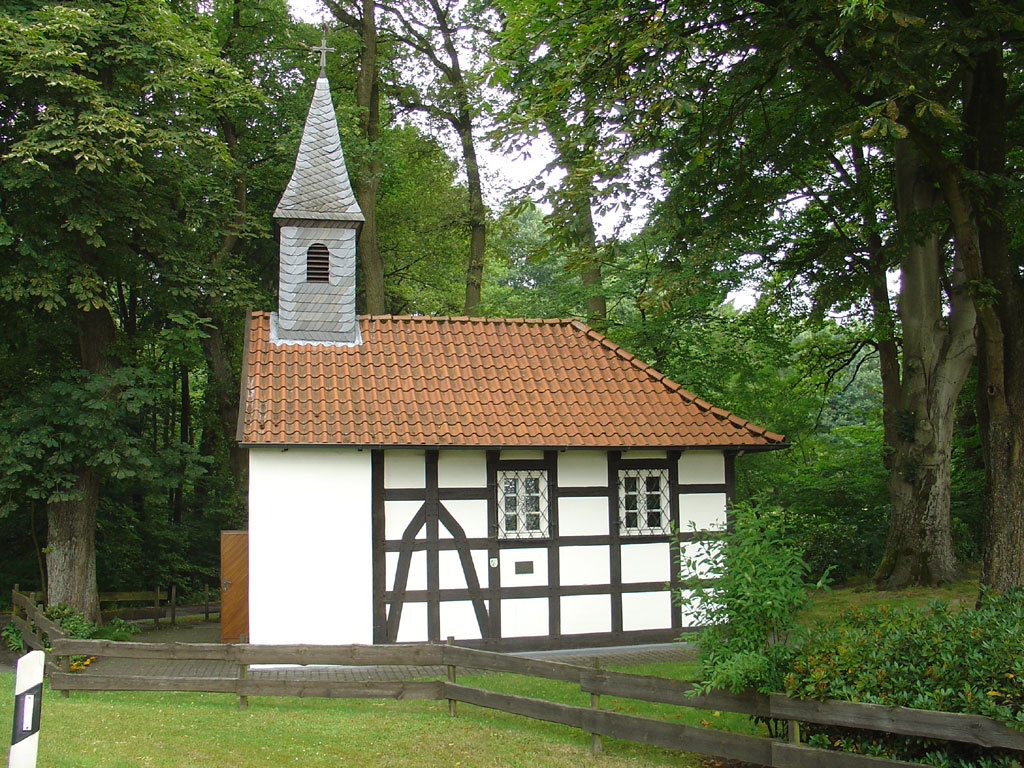
Brinkkapelle

- Brinkkapelle. Der kleine Fachwerkbau mit Dachreiter entstand um 1730. Er wurde später zu beiden Seiten erweitert und ist dem Hl. Antonius von Padua geweiht. Von 1983 bis 1985 wurde die Kapelle restauriert.

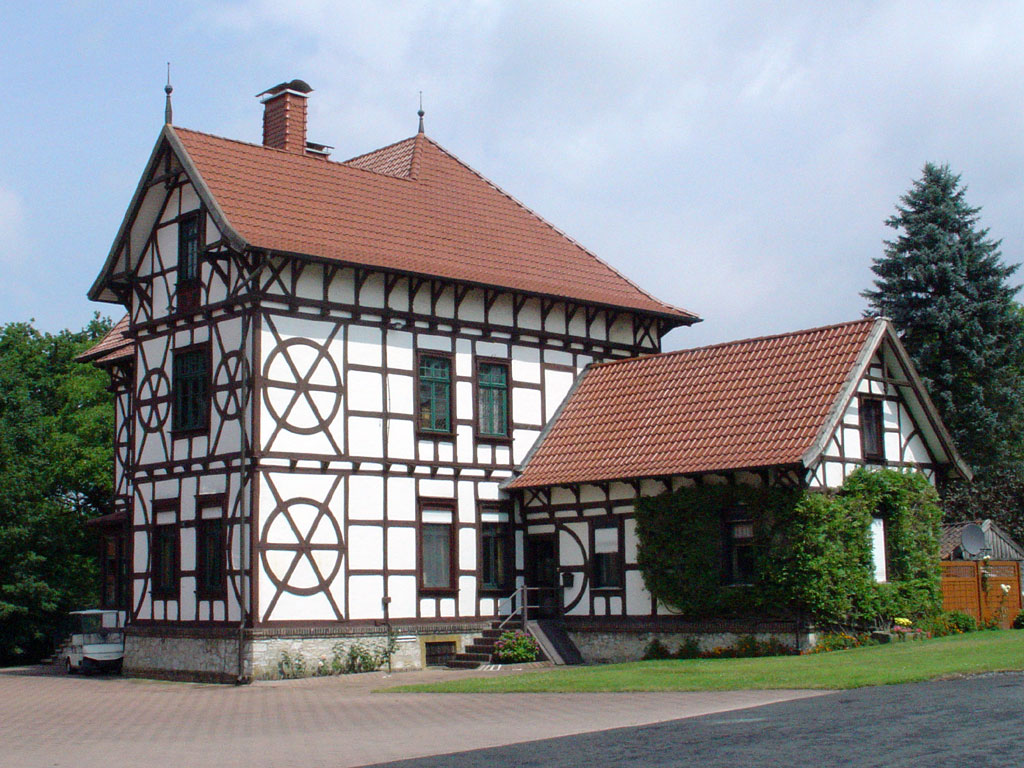
Hof Welschof

- Hof Welschof (Thorwesten). Das einstige Hauptgebäude, die so genannte Vogtei, wurde angeblich 1554 errichtet. Es handelt sich um einen Vierständer-Bau mit Krüppelwalmdach.
- ehemaliger Eckernkrug. Ein Vierständerbau von 1728 an der Römerstraße. An dieser Stelle soll die erste Kirche Stukenbrocks gestanden haben.

### Naturdenkmäler
- Emsquellen
- Naturschutzgebiet Moosheide
- Furlbachtal / Schluchten und Moore am oberen Furlbach
- Naturschutzgebiet Kipshagener Teiche
- Ölbachtal mit Augustdorfer Dünenfeld
- Wehrbachtal

### Sonstige Sehenswürdigkeiten
- Sowjetischer Ehrenfriedhof
- Gedenkstätte Stalag 326

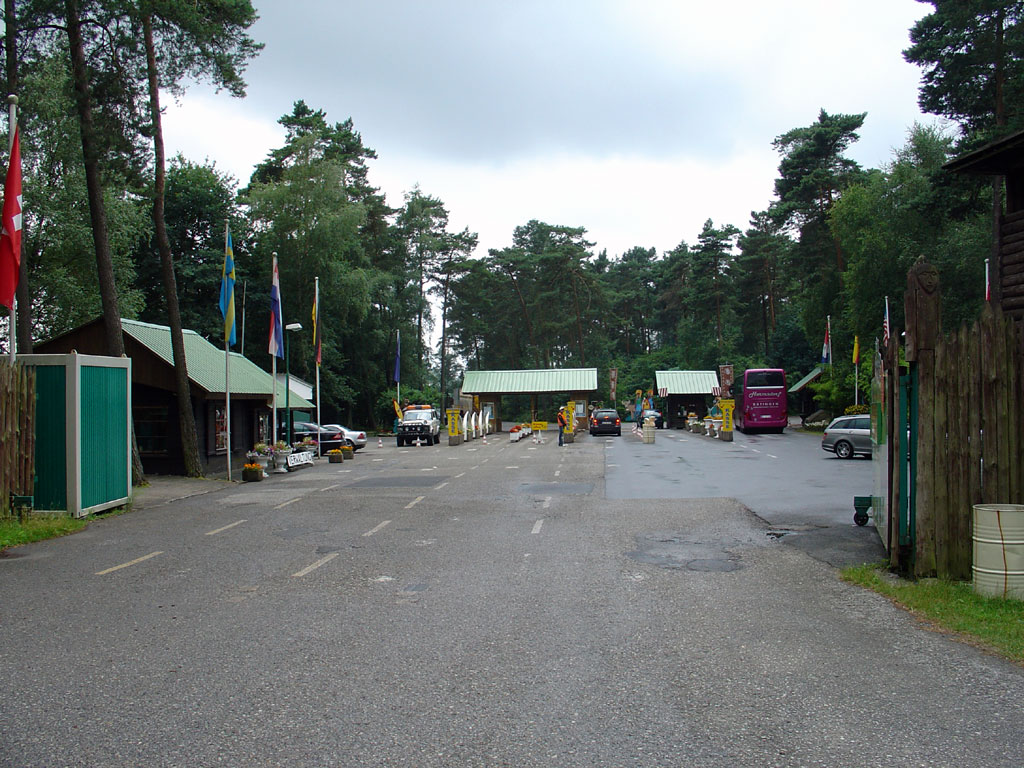
Einfahrt zum Safariland Stukenbrock

- Heimathäuser (heimatkundliches Museum)
- Ems-Erlebniswelt
- Safariland Stukenbrock

### Regelmäßige Veranstaltungen
- Weiberfastnacht mit Umzug
- Kinderkarnevalsumzug
- Antikriegstag des Arbeitskreises Blumen für Stukenbrock im September auf dem ehemaligen Gelände des Stalag 326
- Serengeti-Festival (internationales Rock- und Pop-Festival) – Nach 10 Jahren fand es 2015 zum letzten Mal statt.
- Weihnachtsmarkt
- Schützenfest
- Stukenbrocker Herbst

## Wirtschaft und Infrastruktur

### Verkehr
Straße: Stukenbrock liegt an der Bundesautobahn 33 (Bielefeld – Bad Wünnenberg/Brilon). Im Ort gibt es mit den Ausfahrten Schloß Holte-Stukenbrock (Nr. 22) und Stukenbrock-Senne (Nr. 23) zwei Anschlussstellen.
Bahn: Die Regionalbahn Bielefeld – Paderborn (Senne-Bahn, RB 74) bedient im Stundentakt den Bahnhof Schloß Holte; die Strecke wird von der NordWestBahn betrieben. Schloß Holte-Stukenbrock gehört dem Tarifverbund Westfalentarif an.
Flugverkehr: Der Airport Paderborn-Lippstadt ist internationaler Verkehrsflughafen und liegt von Stukenbrock aus etwa 40 Kilometer entfernt und ist über die A 33 und die B 1 in etwa 25 Minuten zu erreichen.
Rad: Durch Stukenbrock-Senne verläuft der Europaradweg R1.

### Lokale Medien
- Tageszeitungen: Neue Westfälische, Westfalen-Blatt, Die Glocke
- Stadtmagazine: Der Stadt-Anzeiger, SenneFORUM, Stadtjournal SHS
- Rundfunk: Radio Gütersloh, WDR-Studio Bielefeld

### Ansässige Unternehmen
Zu den überregional bekannten Firmen gehört unter anderem die 1877 in Stukenbrock gegründete Gießerei Brechmann-Guss, die Produkte rund um den Werkstoff Sphäroguss herstellt, sowie das Elektronikunternehmen Tinkerforge.

### Öffentliche Einrichtungen
Das Landesamt für Ausbildung, Fortbildung und Personalangelegenheiten des Landes Nordrhein-Westfalen betreibt in Stukenbrock ein Bildungszentrum, welches aus dem ehemaligen Polizeiausbildungsinstitut entstanden ist.